# Municipios de Sudáfrica
Los municipios de Sudáfrica son divisiones de gobierno local que se encuentran en un nivel inferior al gobierno provincial y constituyen el nivel más bajo de la estructura de gobierno democrático del país. La organización de este estrato de gobierno se encuentra en la Constitución de Sudáfrica (en el Capítulo 7), aunque por Actas del Parlamento se han definido las estructuras municipales desde el comienzo de la actual constitución.

## Categorías de municipios
Los municipios pueden pertenecer a una de las tres categorías: metropolitanas, de distritos y locales (llamadas en la Constitución como categorías A, B y C). 

### Municipios metropolitanos
Los municipios metropolitanos (o "categoría A") son grandes regiones, con sus propias estructuras de gobierno local y que habitualmente abarcan algunas regiones urbanas (o regiones) que pueden llegar a ser una ciudad. 
Por ejemplo, el municipio metropolitano de Ethekwini contiene la ciudad de Durban. Otro caso, el área metropolitana del Gran Johannesburgo está formada por tres municipios, el municipio metropolitano de Johannesburgo, el municipio metropolitano de Ekurhuleni y el Distrito Municipal de West Rand. Existen ocho municipios metropolitanos en Sudáfrica.

### Distritos municipales y municipios locales
Los distritos municipales (o "categoría C") son municipios que contienen otros municipios. Los municipios locales (o "categoría B") son municipios que se encuentran dentro de los municipios de distrito. Los municipios locales comparten autoridad con los distritos municipales en los que se encuentran. 
Por ejemplo, el municipio local de Msunduzi, en la Provincia de KwaZulu-Natal, está dentro del distrito municipal de Umgungundlovu.

## Estratos de municipios

### El estrato "distrital"
Los municipios metropolitanos y los distritos municipales forman el estrato del gobierno directamente debajo de las provincias en el país. Entre ellos, cubren la totalidad del área continental del país.

### El estrato local
Los municipios locales representan una subdivisión de los municipios de distrito y una cuarta capa del gobierno. Los municipios metropolitanos no tienen subdivisión oficial pero en un caso, el municipio metropolitano de la Ciudad de Johannesburgo, desde la costumbre se establecieron subdivisiones conocidas como regiones administrativas.

### Distritos electorales
El estrato final de la subdivisión de las regiones electorales en Sudáfrica son los distritos electorales. Los municipios locales y metropolitanos están subdivididas en distritos electorales.

## Legislación concerniente a los municipios
Aparte del Capítulo 7 de la Constitución de Sudáfrica el Parlamento de Sudáfrica ha aprobado una serie de normas legislativas que tratan específicamente del gobierno local en Sudáfrica. Las siguientes Actas del Parlamento tratan específicamente de las estructuras municipales:
1. Acta de Sistemas de Gobierno Local Municipal(Acta Original)
2. Acta de Enmienda de las estructuras de gobierno Local Municipal
3. Acta de Redeterminación de los límites Municipales

## Cambios de nombre a municipios y ciudades en Sudáfrica
El Consejo Sudafricano de Nombres Geográficos es un cuerpo legal que trata específicamente con cambios de nombre de lugares en Sudáfrica, incluyendo los de los municipios.